# Creag Bheag
Il Creag Bheag è una collina della Scozia alta 487 m s.l.m.

## Toponimo

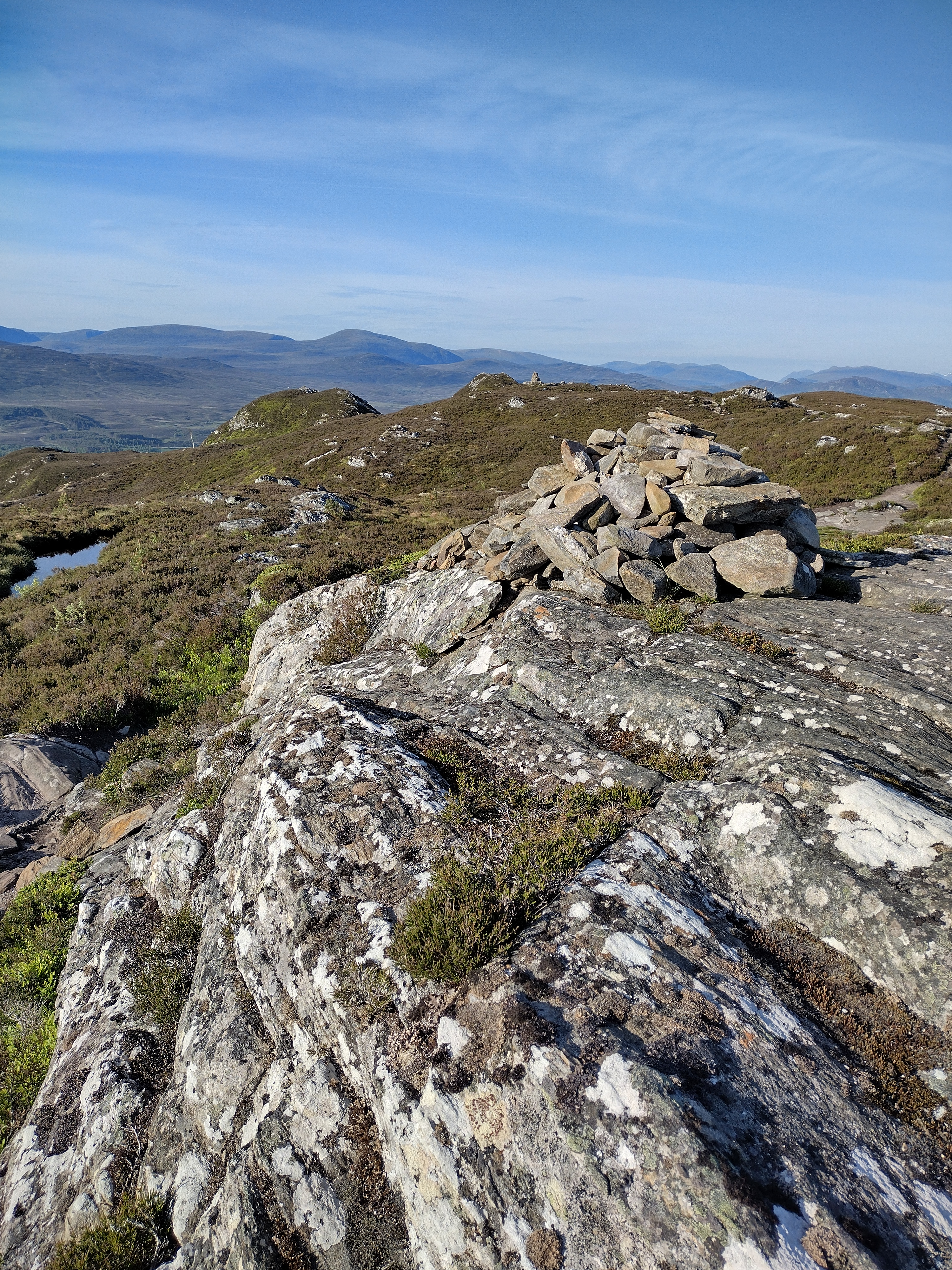
L'ometto sulla cima, a sinistra l'anticima sud

La parola Creag è una variazione di crag (roccia, parete rocciosa), mentre il termine gaelico Bheag può essere tradotto piccola.

## Caratteristiche
La collina domina da nord-ovest il centro di Kingussie; il suo versante orientale è fiancheggiato dal Gynack Burn, un torrente tributario in sinistra idrografica del fiume Spey; il versante nord sovrasta invece il Loch Gynack, il lago del quale il Gynack Burn è l'emissario. La cima della collina è segnalata da un ometto, come pure una anticima che sorge poco a sud dell'elevazione principale e quasi alla stessa altezza. Per la sua prominenza topografica, che risulta di 159 m, la collina viene classificata come un Marilyn.

## Storia
Il Creag Bheag, grazie alla facilità di accesso e all'ampio panorama che si gode dalla sua cima, è da secoli considerato una popolare destinazione escursionistica. Nel 1828 alcuni giovani di Kingussie costruirono un cairn commemorativo, oggi scomparso, in segno di lutto per la morte di Alexander Gordon, IV duca di Gordon. Nonostante il cairn non sia più identificabile, esso viene menzionato in un testo del 1906 scritto dal reverendo Thomas Sinton.

## Accesso alla cima

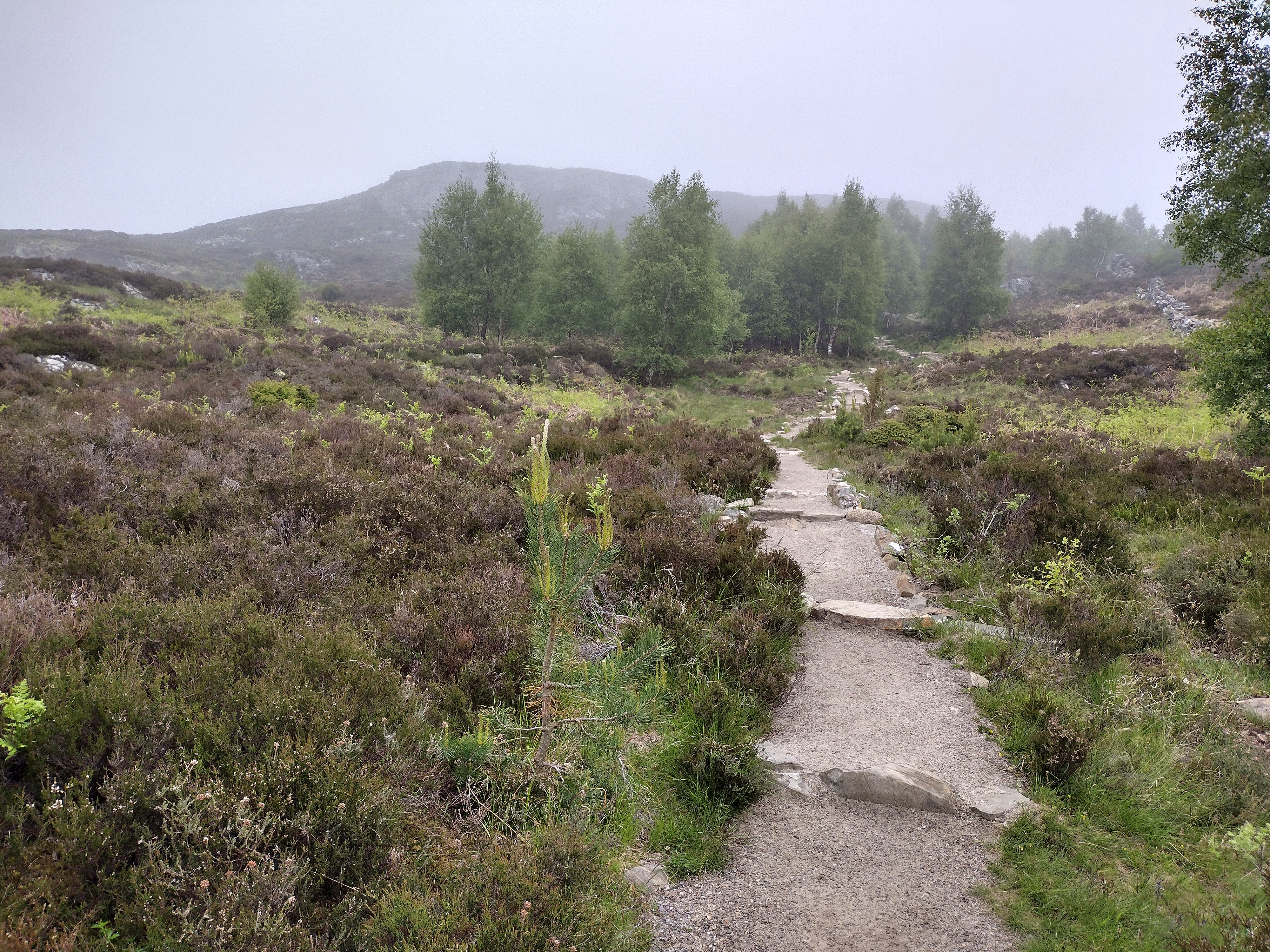
Il sentiero verso la cima

La salita al Creag Behag da Kingussie è considerara una classica escursione collinare ed è apprezzata per l'ampio panorama che si gode dalla sua cima. L'itinerario di salita percorre un sentiero ben tracciato e segnalato.

## Protezione della natura
La collina e l'area circostante fanno parte del Parco nazionale di Cairngorms.

## Galleria d'immagini

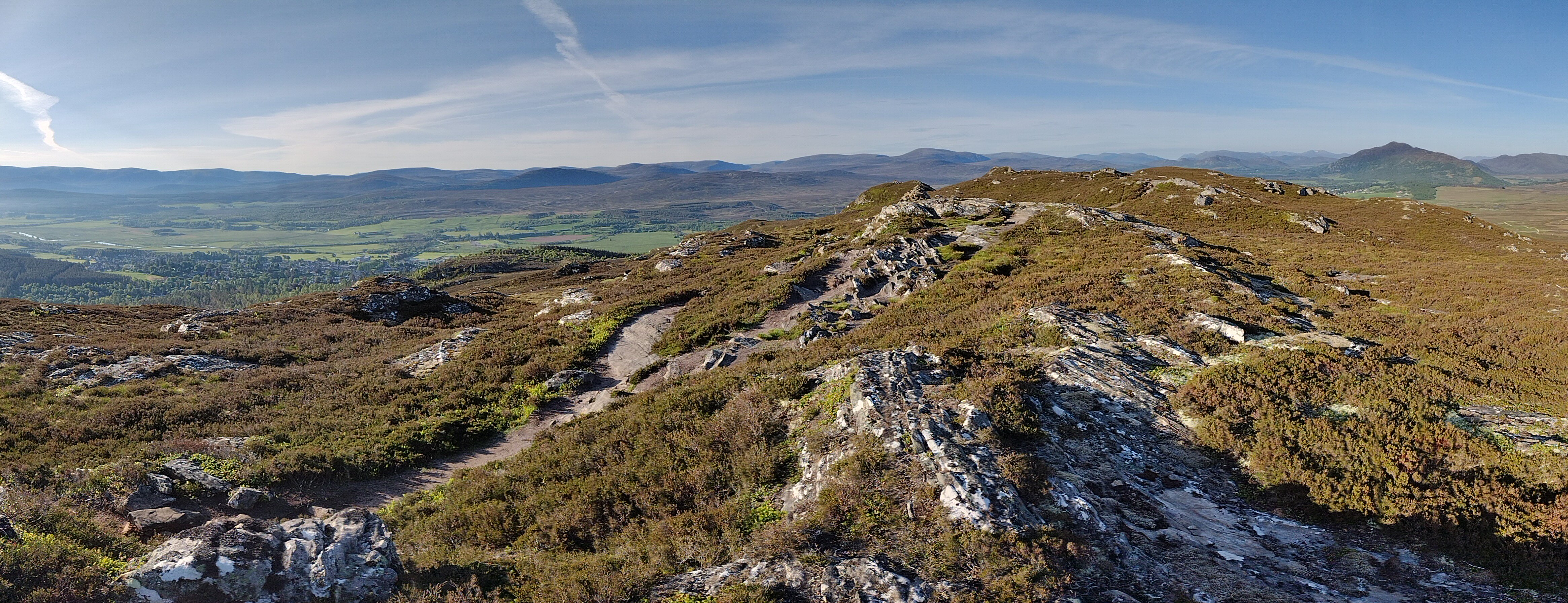
Panorama verso sud dalla cima della collina
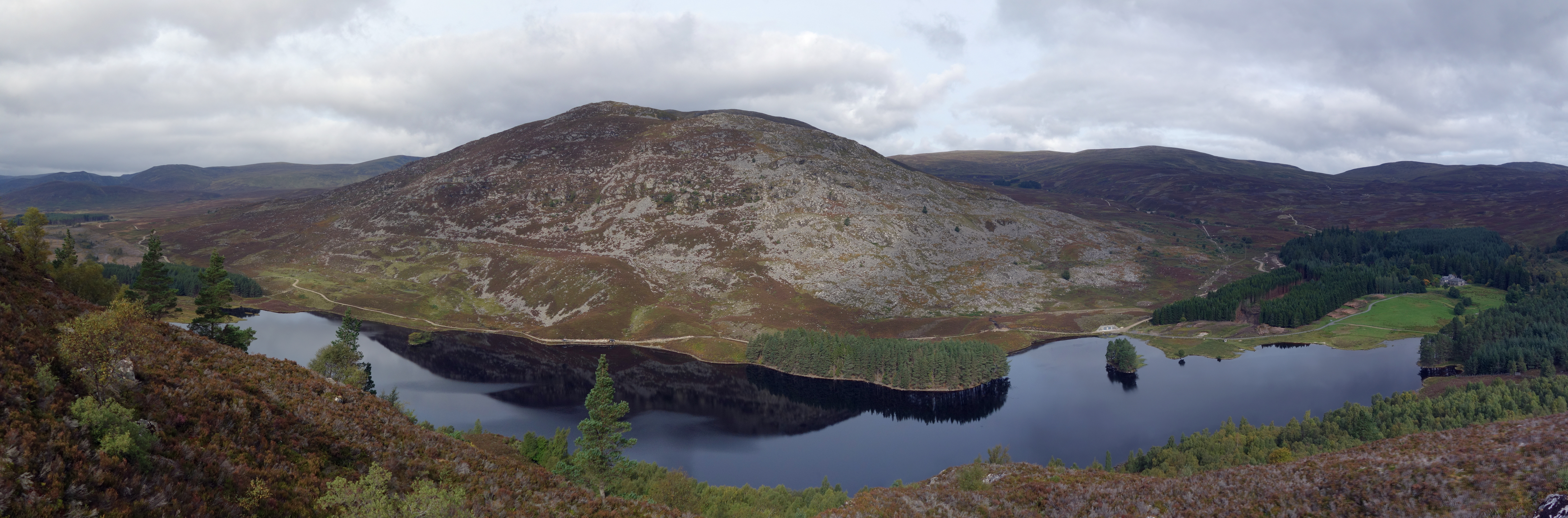
Loch Gynack e Creag Mhor visti dal Creag Bheag